# Oxid vanadičný
Oxid vanadičný (V2O5) je nejdůležitější oxid vanadu. Připravuje se tepelným rozkladem metavanadičnanu amonného:
2 NH4VO3 → V2O5 + 2 NH3 + H2O
Oxid vanadičný má žlutočernou barvu. Taje při teplotě 660 °C. Ve vodě je rozpustný velmi nepatrně, roztok reaguje slabě kysele.
Reakcí oxidu vanadičného s kyselinou chlorovodíkovou vzniká chlorid-oxid vanadičný:
V2O5 + 6 HCl → 2 VOCl3 + 3 H2O
Tento oxid je amfoterní, ve vodě se rozpouští pouze omezeně a vzniklý roztok reaguje kysele. Rozpouštění můžeme podpořit okyselením roztoku. Tím získáme světle žlutý roztok kationtu dioxovanadičného (VO2)+. V roztocích alkalických hydroxidů jsou při vysokém pH přítomny orthovanadičnanové anionty VO 3-
4 .
V přírodě se vyskytuje jako vzácný minerál shcherbinait.

## Využití
Oxid vanadičný má schopnost vratně uvolňovat kyslík, proto se velmi často používá v průmyslu jako katalyzátor. Katalyzuje např. redukce olefinů a aromatických uhlovodíků vodíkem. Nejdůležitější využití nachází při výrobě kyseliny sírové tzv. kontaktním způsobem, kde oxiduje oxid siřičitý na oxid sírový. Reakce probíhá takto:
V2O5 + SO2 → 2 VO2 + SO3
4 VO2 + O2 → 2 V2O5